# Agenda
Pour les articles homonymes, voir Agenda (homonymie).

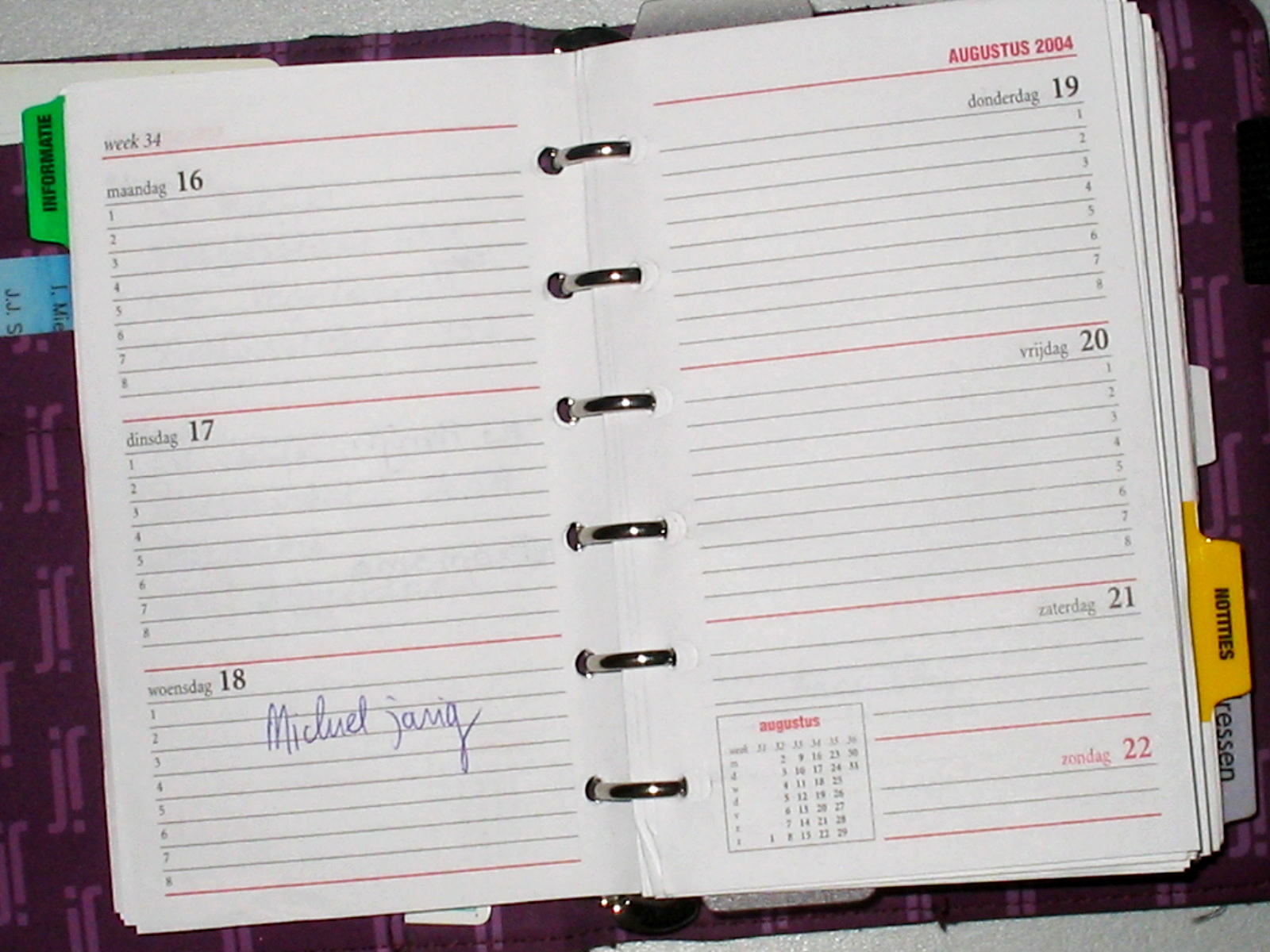
Exemple d'agenda

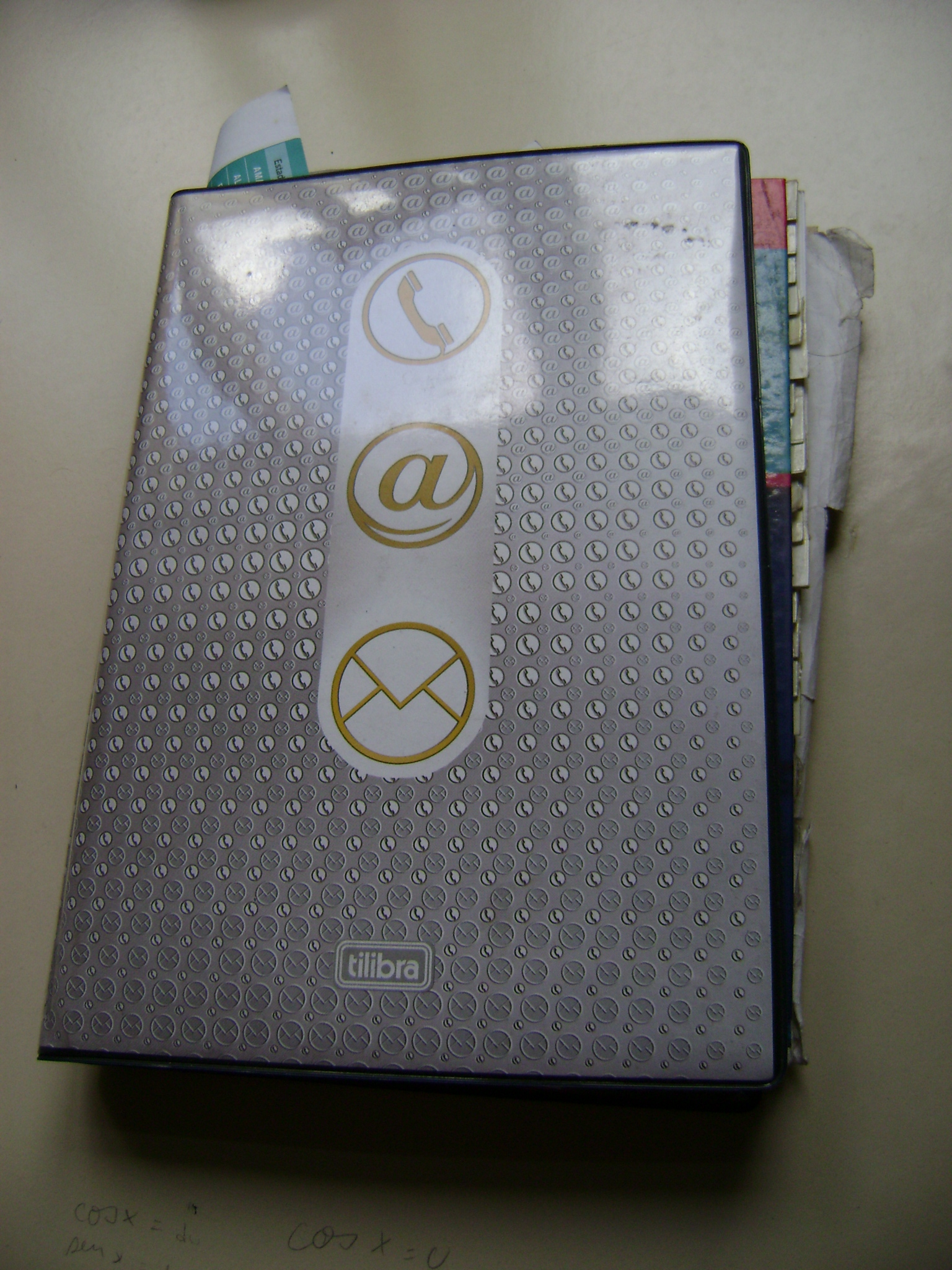
Exemple d'agenda téléphonique.

Un agenda est un outil permettant d'associer des actions à des moments, et d'organiser ainsi son temps.
Il est utilisé afin de pouvoir donner à son utilisateur la possibilité de planifier, de noter son emploi du temps, ses rendez-vous, etc.
Il peut se présenter sous forme matérielle (on peut le toucher), ou numérique : agenda électronique, assistant personnel (ou PDA), logiciel de calendrier installé sur un ordinateur ou sur un smartphone (téléphone intelligent).

## Agenda papier
Dans sa version papier, il regroupe l'ensemble des jours de l'année, organisés avec un découpage d'une page par jour ou par semaine, deux pages par semaine, etc.
En général, il comporte également des pages ou des sections réservées à d'autres informations pratiques : carnet d'adresses, cartes géographiques, bloc-notes, To-do list, etc.
Il peut avoir de nombreuses formes, mais l'usage veut qu'il soit peu encombrant et tienne dans une poche ou dans un sac.
De plus, il peut être simple et contenir seulement l'essentiel écrit en stylo ou crayon à mine, ou il peut être décoré avec les autocollants, les marqueurs, des surligneurs de couleurs différents, etc. L'agenda peut être complètement personnalisé à votre goût.  

## Étymologie
Le terme « agenda » vient du latin ; plus précisément il s'agit de la déclinaison au nominatif pluriel de agendus, a, um, c'est-à-dire l'adjectif verbal de ago, agere (« faire »). Littéralement « agenda » signifie donc « ce qui doit être fait » ou, mieux : « [les choses] à faire ».
En anglais, il signifie « ordre du jour ». La proximité avec la signification en français fait qu'on observe un glissement de sens, notamment dans le domaine journalistique devant traduire rapidement de l'anglais : « l'agenda du conseil des ministres… » ou « l'agenda de la réunion… ». Cet emploi est considéré comme incorrect par certains.